# Sagarmatha National Park
Het Sagarmatha National Park ligt in het oosten van Nepal. Het omvat delen van het Himalaya-gebergte, waaronder de zuidelijke helft van Mount Everest. Sagarmatha is Sanskriet voor "moeder van het universum", en is de naam voor Mount Everest in het Nepalees. Het bezoekerscentrum van het park ligt in Namche Bazaar in het district Solukhumbu. Het Sagarmatha National Park heeft een oppervlakte van 1.244 km², en varieert in hoogte van 2.845 meter in Jorsale tot 8.850 meter op de top van de Everest.

## Geschiedenis en toerisme
Het park is opgericht in 1976, en werd een Werelderfgoed in 1979 vanwege de aanwezigheid van de hoogste berg ter wereld en diverse zeldzame diersoorten (zoals de sneeuwluipaard of de rode panda). Het aantal toeristen is de afgelopen jaren vertienvoudigd, van 3.600 toeristen per jaar in 1979 naar 37.000 toeristen per jaar in 2016. Ook de aanwezigheid van de uniek geachte lokale Sherpacultuur heeft hierin bijgedragen. In totaal wonen er ongeveer 6000 Sherpa's in het gebied.
De gevolgen van het toerisme waren en zijn nog steeds merkbaar in het gebied. Er kwam een economische impuls met de opkomst van het toerisme, waardoor de infrastructuur en gezondheidszorg werden verbeterd. Er zijn ook nadelen. Zo is er degradatie van de natuur opgetreden, en is de lokale cultuur gedeeltelijk verloren gegaan. Veel Sherpa's stapten af van de agrarische cultuur, en pasten zich aan, aan de levensstijl van de toeristen.
Een ander negatief gevolg van het toerisme is de grote hoeveelheid afval op de Mount Everest, dat leidde tot de bijnaam 'world highest garbage dump'. De Mount Everest is een zeer populaire attractie voor bergbeklimmers. Echter nemen de klimmers zuurstoftanks en andere vormen van afval mee, waardoor de berg zeer vervuild raakt.